# Монтсеррат
Монтсерра́т (англ. Montserrat) — заморская территория Великобритании, находящаяся на одноимённом острове, входящем в архипелаг Малые Антильские острова. Площадь территории — 102 км².
Население по переписи 2011 года составляет 4922 жителя, 8 тыс. человек (две трети населения) покинуло остров во время вулканической активности 1995 года, после некоторые из них вернулись. До сих пор южная половина острова закрыта для посещения людьми. Остров сильно пострадал в последние десятилетия, в частности, из-за указанной продолжающейся активности вулкана Суфриер-Хилс, а прежде того — от разрушений, нанесенных ураганом Хьюго в 1989 году.
Административный центр — город Плимут (3,5 тыс. человек). После извержения вулкана покинут, сейчас временный административный центр — деревня Брэйдс на севере острова.
По конституции 1960 года Монтсеррат управляется губернатором, назначаемым королём Великобритании. Губернатор является председателем Исполнительного совета.
Денежная единица острова — восточно-карибский доллар.

## География

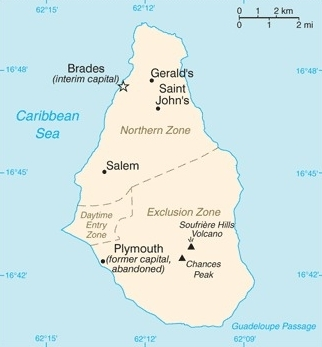
Карта Монтсеррата

Монтсеррат — остров вулканического происхождения. Среди трёх его вулканических вершин наиболее высока была Чанс Маунтин (915 м). После извержения вулкана Суфриер-Хилс, начавшегося в июле 1995, к 2006 году высота его лавового купола достигла 930 м.
В горах сохранились влажные тропические леса. С них стекают ручьи, образующие водопады.
Климатические условия благоприятны для жизни людей, пассаты с океана умеряют жару. Преобладает солнечная погода с небольшим изменением температур в течение года (24-27 °С). осадков в среднем — 1500 мм в год. Наибольшее их количество приходится на сентябрь-ноябрь, наименьшее — на март-июнь.

## История
В древности остров населяли индейцы-карибы, называвшие свой остров «Аллиуагана», то есть «земля колючего кустарника».
Остров был открыт Колумбом в 1493 г. и назван им в честь бенедиктинского монастыря Монсеррат в одноимённых горах в Каталонии.
В 1632 году ссыльными католиками на острове было основано первое английское поселение, названное Плимут в честь известного английского города. В следующем десятилетии на остров стали завозить чёрных-рабов для работ на плантациях сахарного тростника.
В XVII—XVIII веках Англия и Франция соперничали в борьбе за обладание островом. С 1783 Монтсеррат окончательно стал владением Великобритании.
Падение цен на сахар в XIX веке пагубно повлияло на экономику Монтсеррата, и в 1869 году филантроп Джозеф Стурдж из Бирмингема (Англия) основал Монтсерратскую компанию, которая выкупила те плантации сахарного тростника, которые стали экономически нежизнеспособными. Компания посадила на приобретенной земле лаймовые деревья и начала производство знаменитого монтсерратского лаймового сока (заодно первой начав культивировать лайм в промышленном масштабе).
В 1871—1958 годах Монтсеррат входил в состав владения Наветренные острова, а в 1958—1962 годах — в Вест-Индскую федерацию. Монтсеррат — член Организации восточно-карибских государств и Региональной системы безопасности.
Монтсеррат принимал участие в Первой мировой войне на стороне Антанты, как колония Великобритании.
25 июня 1995 года началось катастрофическое извержение вулкана Суфриер-Хилс, которое привело к эвакуации административного центра острова — города Плимут. Большинство населения покинуло Монтсеррат к 1997 году. Постоянные обитатели остаются в северной его части, где и находится временная столица Брейдс.
В настоящее время на южную часть острова воспрещены вход и въезд, нарушителей ловят и штрафуют. Ожидается, что пострадавшая половина Монтсеррата будет необитаема ещё как минимум 10 лет.
Сильное извержение вулкана произошло 28 июля 2008 года без предшествующей активности. Концы пирокластических потоков достигли Плимута. Высота эруптивной колонны оценивалась в 12 км над уровнем моря. 11 февраля 2010 года произошло частичное обрушение купола вулкана.

## Политическое устройство
Заморская территория Великобритании. Управляется губернатором.
Местное правительство — Исполнительный совет, состоящий из губернатора, главного министра, трёх министров, генерального прокурора и казначея.
Местный парламент — Законодательный совет (11 членов, из них 9 избираются населением на 5-летний срок, генеральный прокурор и казначей входят по должности).
Политические партии (по итогам выборов в сентябре 2009 года):
- Движение за Перемены и Процветание — 6 мест в Законодательном совете
- беспартийные — 3 места.

Не представлены в парламенте:
- Новое народное освободительное движение
- Демократическая партия Монтсеррата

## Население
Численность населения — 5048 (оценка на июнь 2022г).
Годовой прирост — 0,4 %.
Рождаемость (на 1000 человек) — 12,1. Смертность (на 1000 человек) — 7,6. Младенческая смертность — 15,7 на 1000 человек. Фертильность — 1,23 рождения на женщину.
Продолжительность жизни: женщин — 74,8 года, мужчин — 70,9 года.
Этнический состав: в основном население африканского и смешанного происхождения.
Официальный язык — английский.
Грамотность — 97 %.
Вероисповедание: большинство населения — протестанты (англиканство, методизм, адвентизм), часть населения — католики.

## Административное деление

Административное деление острова Монтсеррат.

Административно остров делится на три прихода:
| № | Приход                             | Площадь, км² | Население, чел. (2011) | Плотность, чел./км² |
| - | ---------------------------------- | ------------ | ---------------------- | ------------------- |
| 1 | Сент-Антони (южный регион)         |              | 887                    |                     |
| 2 | Сент-Джорджес (центральный регион) |              | 1666                   |                     |
| 3 | Сент-Петер (северный регион)       |              | 2369                   |                     |
|   | Всего                              |              | 4922                   |                     |

Извержение вулкана Суфриер-Хилс сделало необитаемым половину острова, уничтожив административный центр, город Плимут, и вызвав массовые эвакуации — остров покинуло 2/3 населения. Сегодня населён только приход Сент-Петер, который находится на северо-западе острова.

## Экономика
Экономика Монтсеррата основывалась на туризме. Кроме того, производился ром, текстиль, сборка электронных устройств.
В сельском хозяйстве выращивались сахарный тростник, хлопчатник, цитрусовые, бананы, манго, авокадо, кокосы, овощи, в небольших количествах разводился скот.
После вулканической активности 1995 года и эвакуации значительной части населения экономическая деятельность резко снизилась. Последние годы население стало возвращаться, однако приходится тратить немалые средства на восстановление жилья, инфраструктуры и сельхозугодий.

## Спорт
На острове популярен крикет, монтсерратские игроки имеют право выступать за сборную Вест-Индии. У острова есть сборная по футболу, зарегистрированная в ФИФА и участвовавшая в отборочных турнирах чемпионата мира.